# Vulcanus

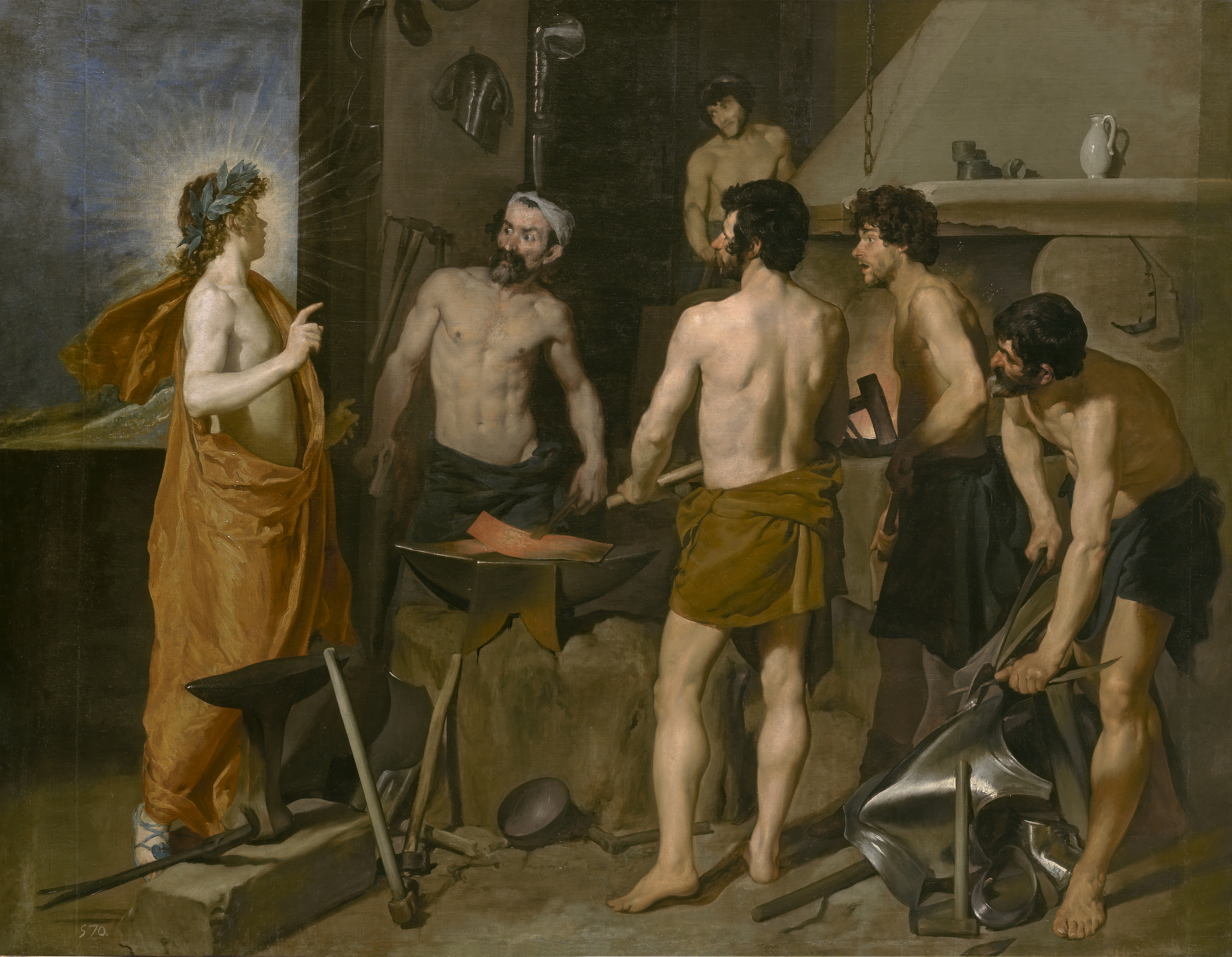
Vulcanus smedja, av Diego Velázquez.

Vulcanus var eldens och smideskonstens gud i romersk mytologi, son till Jupiter och Juno. Han motsvaras av smidesguden Hefaistos i grekisk mytologi. Vulcanus hade också rollen som skyddsgud. Vulcanus var gift med gudinnan Venus.
Han hade i Rom en urgammal helgedom, det s. k. Volcanal, på sluttningen av den kapitolinska kullen, och till hans ära firades festen volcanalia den 23 augusti, under kejsartiden med circensiska spel.

## Moderna tillämpningar
- Ordet vulkan, en öppning i jordskorpan, där het magma (smälta bergarter) tränger upp från jordens inre, har sitt ursprung från Vulcanus.
- Vulcanus har givit namn åt vulkaniseringsprocessen där man med hjälp av hetta och svavel, utgående från saven i gummiträdet, skapar en mängd elastomerer.
- Etymologiskt kan Vulkanus även, ehuru något oegentligt, härledas till vulkanfiber, som i likhet med gummi framställs genom att man skapar tvärbindningar i en geléliknande massa (i detta fall cellulosa), men som inte alls innehåller svavel, och långtifrån är en elastomer. Det är tvärtom synnerligen otänjbart.